# Martyr
En martyr (af græsk μάρτυρ mártyr "vidne") er en person, som giver sit liv for sin religiøse tro eller overbevisning. Historisk er begrebet særlig knyttet til kristendommen, især til forfølgelserne i romersk tid og under det senere missionsarbejde, men også i andre religioner er martyrbegrebet vigtigt.  I udvidet forstand bruges ordet også om andre, der lider svære afsavn på grund af deres overbevisninger, religiøse eller ej.

## Kristendom
Martyrium er nævnt i Apostlenes Gerninger, hvor steningen af Sankt Stefan, som kaldes kirkens første martyr, beskrives. I de kirker, som praktiserer helgenkult, indtager martyrer en særstilling. I den romersk-katolske kirke findes en særlig proces for helgenkåring af martyrer; blandt andet kan kravene om dokumenterede mirakler bortfalde.
I romersk tid blev kristne undertiden forfulgt for deres tro. Romerske myndigheder accepterede, at de kristne dyrkede en ny gud, men de så strengt på, at de kristne nægtede at anerkende de statslige guder. Der blev hyppigt stillet krav om, at de kristne skulle anerkende statens guder, og i flere tilfælde blev ulykker og naturkatastrofer tilskrevet de kristnes modvilje mod at ofre til guderne. Kristne blev derfor ved flere lejligheder mødt med krav om at vise deres loyalitet mod staten ved at ofre til fx kejserens genius. Mange nægtede at efterkomme dette krav. Det førte til dødsstraf, idet det opfattedes som højforræderi. Straffen blev gerne fuldbyrdet på særligt smertefulde måder, fx ved korsfæstelse eller ved at kaste dem for vilde dyr. Mange menigheder i oldkirken stillede meget strenge krav til kristne, og der foregik længe en debat internt blandt de kristne kirker om, hvad der skulle ske dem, der gav efter og foretog et ikke-kristent offer, men stadig ønskede at praktisere kristendom. Det rette var, at tage dem tilbage i kirken, men de måtte gøre streng bod.
I missionstiden efter Romerrigets sammenbrud i Vesteuropa led også mange missionærer martyrdøden under deres forsøg på at udbrede kristendommen. Santa Lucia døde som martyr.
I moderne tid har kristne martyrier ofte været knyttet til politiske begivenheder, som fx de præster og nonner, der er blevet dræbt i Latinamerika, fordi de har talt indianeres og fattiges sag. Der findes ingen sikker oversigt over, hvor mange kristne, der bliver dræbt under omstændigheder, som gør, at de kan betegnes som martyrer.

### Intra-kristne martyrier
Til tider har forskellige kristne grupper undertrykt hinanden med magt. Også de, som er blevet dræbt i sådanne sammenhænge, regnes ofte som martyrer. De anses da ikke som forsvarere af troen mod en ydre fjende, men som forsvarere af det, deres kirke opfatter som den sande tro. Tydelige eksempler på det findes i forbindelse med Reformationen i England, hvor både katolikker og protestanter blev forfulgt under de forskellige regenter. Såvel protestanter som katolikker anser dem, der blev dræbt i disse stridigheder, for martyrer.

### Næstekærlighedens martyrer
Enkelte mennesker er blevet kaldt "næstekærlighedens martyrer", fordi de ofrede liv og helbred for andre mennesker som en følge af deres tro. Blandt de mest fremtrædende i denne kategori er jesuitnovicen Aloysius Gonzaga, som døde 23 år gammel efter at være blevet smittet under arbejde med pestsyge.

## Levende martyrer
Ordet martyr bruges også ofte om personer, som ofrer meget, uden at de nødvendigvis bliver dræbt. Dette kan fx være personer, som vælger at gå i fængsel for deres tro eller overbevisning. Denne brug af begrebet anses af mange for uheldig; selv om der kan være tale om et stort offer, er der forskel på det at ofre livet.

## Politiske martyrer
I politisk sammenhæng bruges begrebet særligt om personer, som blev myrdet for deres overbevisnings skyld – som Martin Luther King og Steve Biko. Det bruges også i tilfælde, hvor det individuelle martyrium ikke kommer så klart frem – fx om personer, som bliver dræbt under demonstrationer.
Nogle gange kan der være overlapning mellem det religiøse og det politiske aspekt – Martin Luther King var både en religiøs og politisk leder, og han traf sine politiske valg på grund af sit religiøse ståsted. Et andet eksempel på dette er Óscar Romero, ærkebiskop i El Salvador, som blev myrdet, mens han fejrede messe, men af politiske årsager. Den katolske kirke har ikke entydigt defineret ham som martyr, fordi det ikke var på grund af sin tro, han blev dræbt, men på grund af sin politiske aktivitet.

## Verdslige martyrer
I en del tilfælde omtales også personer, som ikke er blevet dræbt som følge af et bevidst valg, som martyrer. Dette kan være terrorofre eller soldater, som dør i krig. Særlig i Amerika og de arabiske nationer er det almindeligt, at politikere omtaler faldne soldater som martyrer, underforstået at de ofrer sig for de værdier, landet står for.